# Kassiopeia (Sternbild)
Kassiopeia, lateinisch Cassiopeia, ist ein auffälliges Sternbild des Nordhimmels und für Mitteleuropa zirkumpolar, also eine dort das ganze Jahr über sichtbare Himmelsregion.

## Beschreibung

Das Sternbild Kassiopeia, wie es mit dem bloßen Auge gesehen werden kann

Die fünf Hauptsterne der Kassiopeia bilden ein markantes W oder M am Himmel, weshalb auch von Himmels-W bzw. Himmels-M gesprochen wird. Die Spitze in der Mitte dieses Sternenzuges zeigt in Richtung des Nordpolarsterns.
In der Nähe des Sterns β Cassiopeiae (Caph), des östlichsten Sterns, verläuft die Linie mit 0° Rektaszension – also der „Nullmeridian“ des Himmels.
Die Region der Kassiopeia ist sehr sternreich, da sich die Milchstraße durch das Sternbild zieht. Mehrere offene Sternhaufen können hier beobachtet werden. Beispielsweise befindet sich unterhalb des ersten „Zackens“ des „W“ ein Doppelsternhaufen, bestehend aus h Persei und Chi Persei.

## Geschichte

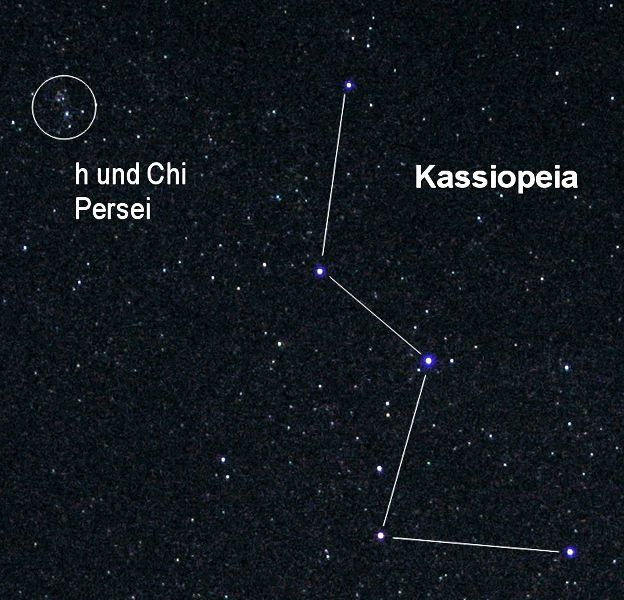
Foto des Sternbildes Kassiopeia

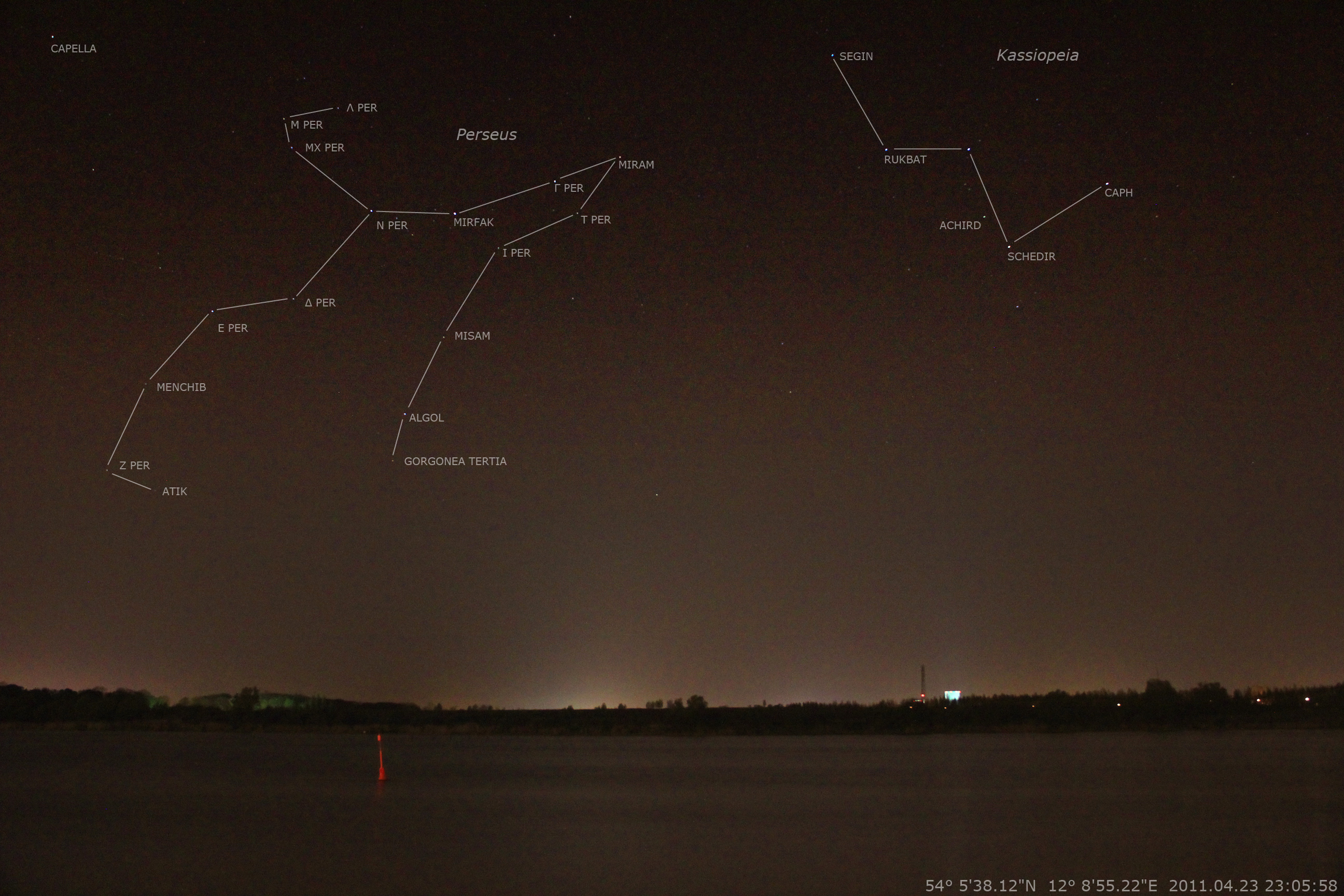
Kassiopeia und Perseus 2011; HRO

Die Kassiopeia gehört zu den 48 Sternbildern der antiken Astronomie, die bereits vor Ptolemäus erwähnt wurden. Schon in präislamischer Zeit gehörte es zur tätowierten Hand des arabischen Sternbilds Thurayya.
Im Laufe der Zeit gab es Versuche, das Sternbild umzubenennen, so etwa im 17. Jahrhundert, als man es mit der biblischen Maria Magdalena in Verbindung brachte. Diese Bestrebungen setzten sich allerdings nicht durch.
Tycho Brahe beobachtete im Jahr 1572 in der Kassiopeia eine Supernova (SN 1572).
Cassiopeia A in etwa 11.000 Lichtjahren Entfernung im Sternbild Kassiopeia gilt als derzeit stärkste extrasolare Radioquelle für Beobachter auf der Erde. Das vor rund 300 Jahren aus einem Supernovaereignis hervorgegangene Objekt mit einem Durchmesser von rund 10 Lichtjahren wurde erst 1947 entdeckt. Es handelt sich um den Überrest einer Supernova, über die bisher keine Aufzeichnungen bekannt sind.

## Mythologie
Der griechischen Mythologie nach war Kassiopeia die Gemahlin des aithiopischen Königs Kepheus und Mutter der Andromeda. Die eitle Kassiopeia zog den Zorn der Götter auf sich, da sie behauptete, noch schöner als die Nereiden, die Töchter des Meeresgottes Nereus, zu sein. Die Nereiden wandten sich ob dieser Beleidigung an Poseidon, der daraufhin ein schreckliches Meeresungeheuer aussandte, das die Gestade des Landes verwüstete. Das Land konnte einem Orakelspruch nach nur von dem Fluch befreit werden, wenn Andromeda, das einzige Kind des Königspaares, dem Ungeheuer geopfert würde. Andromeda wurde schließlich an einen Felsen gekettet und erwartete ihr grausames Schicksal. Im letzten Augenblick eilte der Held Perseus herbei und tötete das Untier. Zum Lohn erhielt er Andromeda zur Frau.
Einige Gestalten der Erzählung wurden am Himmel verewigt, das Meeresungeheuer in Form des Sternbildes Walfisch.

## Himmelsobjekte

### Sterne
| B   | F  | Namen o. andere Bezeichnungen        | mag           | Lj      | Spektralklasse               |
| --- | -- | ------------------------------------ | ------------- | ------- | ---------------------------- |
| γ   | 27 | Gamma Cassiopeiae                    | 1,6 bis 3,4   | 0550    | B0 IVpe                      |
| α   | 18 | Schedir, Shedir, Schedar             | 2,24          | 0230    | K0 IIIa                      |
| β   | 11 | Caph, Cheph, Kaff, Al Saman al Nakah | 2,3           | 055     | F2 IV                        |
| δ   | 37 | Ruchbah, Rukbat, Ksora               | 2,68 bis 2,74 | 0100    | A5 III-IVv                   |
| ε   | 45 | Segin                                | 3,3           | 0440    | B3 III                       |
| η   | 24 | Achird                               | 3,44          | 019     | G3 V + K7 V                  |
| ζ   | 17 | Fulu                                 | 3,69          | 0600    | B2 IV                        |
| 400 | 50 | 50 Cassiopeiae                       | 3,95          | 0160    | A2 V                         |
| ρ   | 7  | Rho Cassiopeiae                      | 4,1 bis 6,1   | 03400   | F8–M5 Ia0pe                  |
| κ   | 15 | Kappa Cassiopeiae                    | 4,17          | 04000   | B1 Iae                       |
| θ   | 33 | Marfark, Marfak                      | 4,34          | 0137    | A7 V                         |
| ι   |    |                                      | 4,45          | 0142    | A3p + F5 + K3                |
| ο   | 22 |                                      | 4,48          | 0900    | B5 III + F8                  |
| 400 | 48 |                                      | 4,54          | 0117    | A3 IV + F2 V                 |
| υ2  | 28 |                                      | 4,61          | 0206    | G8 IIIb                      |
| χ   | 39 |                                      | 4,68          | 0204    | G9–K0 IIIb                   |
| ψ   | 36 |                                      | 4,72          | 0193    | K0 III + A                   |
| λ   | 14 |                                      | 4,74          | 0355    | B7 Vn + B8 V                 |
| ξ   | 19 |                                      | 4,80          | 01100   | B2 V                         |
| υ1  | 26 |                                      | 4,83          | 0407    | K2 III                       |
| 400 | 1  |                                      | 4,84          | 01100   | B0 IV                        |
| τ   | 5  |                                      | 4,87          | 0173    | K1 III                       |
| σ   | 8  |                                      | 4,88          | 01500   | B1 V + B3 V                  |
| ν   | 25 |                                      | 4,90          | 0390    | B9 III                       |
| π   | 20 |                                      | 4,94          | 0174    | A5 V                         |
| φ   | 34 |                                      | 4,95          | 02800   | F0 Ia + B9 + B6 Ib + B3 + B5 |
| 400 | 4  |                                      | 4,96          | 0770    | M1 III                       |
| ω   | 46 |                                      | 4,97          | 0700    | B8 III                       |
| 400 |    | V509 Cassiopeiae                     | 5,1           | ~11.000 | G0 Ia0 + B1 V                |
| μ   | 30 |                                      | 5,12          | 024,6   | G5 VIb + M VIsd              |
| 400 | 42 |                                      | 5,18          | 0281    | B9 V                         |
| 400 | 49 |                                      | 5,22          | 0430    | G8 III                       |
| 400 | 47 |                                      | 5,27          | 0109    | F0 Vn + G1 V                 |
| 400 | 40 |                                      | 5,28          | 0450    | G8 III                       |
| 400 | 31 |                                      | 5,31          | 0318    | A0 Vnn                       |
| 400 | 12 |                                      | 5,38          | 0760    | B9 III                       |
| 400 | 23 |                                      | 5,42          | 0800    | B8 III                       |
| 400 | 6  | 6 Cassiopeiae                        | 5,43          |         | A3 Iae + A3                  |
| 400 | 43 | V557                                 | 5,56          | 0440    | A0sp                         |
| 400 | 32 | RU                                   | 5,56          | 0363    | B9 IV                        |
| 400 | 10 |                                      | 5,57          | 0980    | B9 IIIe                      |
| 400 |    | HR 8832                              | 5,57          | 021,35  | K3 V                         |
| 400 | 21 | YZ                                   | 5,63          | 0290    | A2 IV                        |
| 400 | 2  |                                      | 5,68          | 02000   | A5 III                       |
| 400 | 44 |                                      | 5,78          | 0910    | B8 IIIn                      |
| 400 | 38 |                                      | 5,81          | 095     | F6 V                         |
| 400 | 9  |                                      | 5,90          | 02700   | A1 III                       |
| 400 | 13 |                                      | 6,18          | 0720    | B6 V                         |
| 400 | 35 |                                      | 6,33          | 0239    | A2 Vnn                       |
| 400 | 16 |                                      | 6,47          | 0570    | B9 III                       |

Schedir (arabisch „Brust“) ist mit einer scheinbaren Helligkeit von 2,24 der hellste Stern in der Kassiopeia. Er ist ein etwa 230 Lichtjahre entfernter Stern der Spektralklasse K0.
Caph (arabisch „Handfläche“) ist etwa 55 Lichtjahre entfernt und gehört der Spektralklasse F2 an.
Ruchbah (arabisch „Knie“) ist rund 100 Lichtjahre entfernt und gehört zur Spektralklasse A5.
Rho Cassiopeiae ist ein gelblicher Hyperriese. Es handelt sich um einen der größten bekannten Sterne mit dem 740-fachen Durchmesser unserer Sonne.
KPD 0005+5106 ist ein Weißer Zwerg und gehört mit einer Oberflächentemperatur von etwa 200.000 Kelvin zu den heißesten bekannten Sternen.

### Doppelsterne
| Objekt | mag       | Abstand |
| ------ | --------- | ------- |
| η      | 3,44/7,51 | 13"     |
| ι      | 4,6/6,9   | 2,5"    |
| φ      | 5,0/7,0   | 134"    |
| λ      | 5,3/5,6   | 0,6"    |

Eta Cassiopeiae ist ein Doppelsternsystem in nur 19,4 Lichtjahren Entfernung. Das System besteht aus einem gelblich leuchtenden Stern der Spektralklasse G0 und einem rötlichen Begleiter der Klasse M0.
Das System ι Cas ist 150 Lichtjahre entfernt und besteht aus zwei weißlich-blauen Sternen der Spektralklassen A4 und F5.
η und ι Cas sind einfach im Teleskop zu trennen.
Das System φ Cas ist mit 10.000 Lichtjahren wesentlich weiter von der Sonne entfernt. Seine Sterne gehören den Spektralklassen F0 und B5 an. Von der Erde aus gesehen, sind die beiden Komponenten mit 134 Bogensekunden weit voneinander entfernt und können daher schon mit einem Prismenfernglas in Einzelsterne aufgelöst werden.
λ Cas ist 300 Lichtjahre entfernt und besteht aus zwei Sternen der Spektralklassen B8 und B9. Von der Erde aus gesehen weisen die Komponenten einen Abstand von nur 0,6 Bogensekunden auf. Um sie in Einzelsterne zu trennen, benötigt man ein größeres Teleskop.

### Veränderliche Sterne
| Objekt | mag           | Periode     | Typ                         |
| ------ | ------------- | ----------- | --------------------------- |
| β      | 2,27 bis 2,31 | 0,104 Tage  | δ-Scuti-Stern               |
| γ      | 2,47 bis 3,40 |             | unregelmäßig Veränderlicher |
| δ      | 2,68 bis 2,74 | 759 Tage    | Bedeckungsveränderlicher    |
| ρ      | 4,1 bis 6,1   |             | unregelmäßig Veränderlicher |
| 6      | 5,43          |             | „shell star“                |
| R      | 4,8 bis 13,6  | 431 Tage    | Mirastern                   |
| SU     | 5,7 bis 6,2   | 1,9493 Tage | Cepheid                     |
| V 509  | 5,1           |             | semiregulär                 |

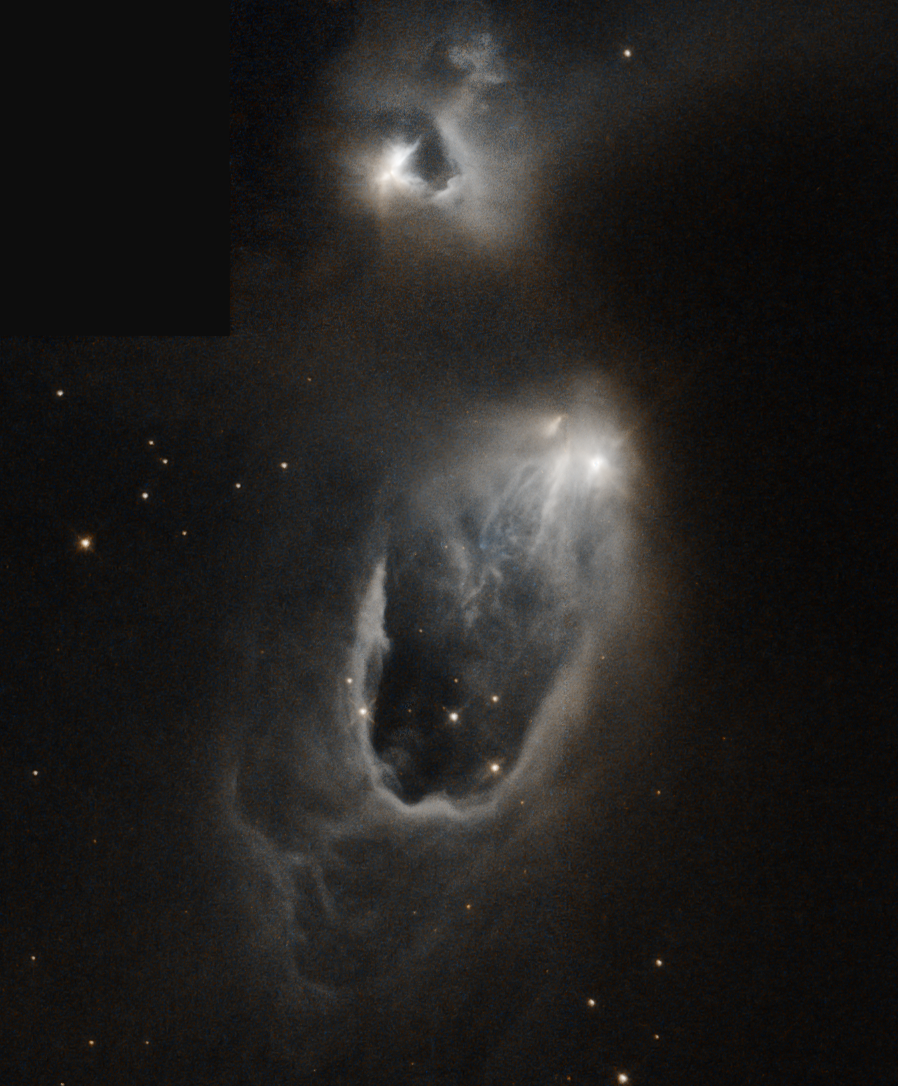
Die veränderlichen Sterne V376 Cas und V633 Cas, aufgenommen von dem Hubble-Weltraumteleskop

Gamma Cassiopeiae ist ein unregelmäßig veränderlicher Stern der Spektralklasse B0 in 800 Lichtjahren Entfernung. Im Maximum erreicht er eine Helligkeit von 1,6 mag und wird damit noch heller als Schedir. Der Stern ist eine starke Röntgenquelle am Himmel. Vermutlich handelt es sich um ein enges Doppelsternsystem, bestehend aus einem Riesenstern und einem Neutronenstern.
SU Cas ist ein veränderlicher Stern vom Typ der Cepheiden. Mit einer regelmäßigen Periode von 1,9493 Tagen verändert sich seine Helligkeit von 5,7 mag bis 6,2 mag. Er ist 800 Lichtjahre entfernt und gehört der Spektralklasse F6 an.
V509 Cassiopeiae ist ein semiregulärer gelber Überriese. Mit einem Radius von 910 Sonnenradien gehört er zu den größten Sternen der Milchstraße. V509 Cas ist der zweithellste Stern der Sternassoziation Cep OB1. Besonderes Interesse fanden auch die beiden jungen variablen Herbig-Ae/Be-Sterne V376 und V633 Cas, die von komplexen Reflexionsnebeln umgeben sind.

### Messier- und NGC-Objekte
| Messier (M) | NGC  | sonstige | mag  | Typ                 | Name                   |
| ----------- | ---- | -------- | ---- | ------------------- | ---------------------- |
| 52          | 7654 |          | 6,9  | Offener Sternhaufen |                        |
| 103         | 581  |          | 10,6 | Offener Sternhaufen |                        |
|             | 281  |          | 14   | Emissionsnebel      |                        |
|             | 457  |          | 8,5  | Offener Sternhaufen | Eulenhaufen            |
|             | 559  |          | 8    | Offener Sternhaufen |                        |
|             | 654  |          | 7,5  | Offener Sternhaufen |                        |
|             | 663  |          | 8    | Offener Sternhaufen |                        |
|             | 896  |          | 6,5  | Emissionsnebel      | Herznebel              |
|             | 7789 |          | 10,5 | Offener Sternhaufen | Herschels Spiralhaufen |

Da sich die Milchstraße durch die Kassiopeia zieht, ist diese Region sehr sternreich und enthält einige interessante Objekte, wie offene Sternhaufen. Zwei davon nahm der französische Astronom Charles Messier in seinen Katalog nebliger Objekte auf. Der doppelte Sternhaufen h Persei und Chi Persei gehört allerdings zum Sternbild Perseus.
Der 5000 Lichtjahre entfernte offene Sternhaufen Messier 52 (M52) wurde 1774 von Charles Messier entdeckt, als er einen in diesem Jahr sichtbaren Kometen beobachtete. M52 ist ein sehr reichhaltiger Sternhaufen, der im Fernglas als nebliger Fleck erscheint. Im Teleskop werden bei höherer Vergrößerung 80 bis 100 Sterne sichtbar.
Messier 103 ist ein offener Sternhaufen in etwa 6000 Lichtjahren Entfernung. Im Fernglas erscheint er als nebliger Fleck. Erst im Teleskop kann er in Einzelsterne aufgelöst werden.
Der Emissionsnebel NGC 281 ist zirka 10000 Lichtjahre entfernt. Im Teleskop zeigt sich, dass eine Gruppe von Sternen in den Nebel eingebettet ist. Bei dem Objekt handelt es sich, wie beim Orionnebel, um ein Sternentstehungsgebiet.
Der 5000 Lichtjahre entfernte Sternhaufen NGC 457 wurde 1787 von Wilhelm Herschel entdeckt. Im Teleskop erinnert sein Anblick an eine Eule mit ausgebreiteten Flügeln, wobei die hellsten Sterne die Augen darstellen sollen. Der hellste Stern des Haufens ist bereits mit bloßem Auge erkennbar.
NGC 559 ist zirka 6000 Lichtjahre entfernt. Im Fernglas zeigt sich ein schwacher Nebel, im Teleskop kann der Haufen in Einzelsterne aufgelöst werden.
NGC 654 ist 7000 Lichtjahre entfernt. In einem mittleren Teleskop mit einer Öffnung von 6 bis 10 Zentimetern zeigt sich ein kompakter Sternenhaufen mit vielen Zweier- und Dreiergruppen von Sternen.
NGC 663 ist ebenfalls 7000 Lichtjahre entfernt und steht etwas südlich von NGC 654. Der Sternhaufen ist bereits im Fernglas ein sehr lohnendes Objekt, das zwei sternreiche Gebiete zeigt. Im Teleskop zeigen sich mit zunehmender Vergrößerung immer weitere Sterne, darunter einige gut zu trennende Doppelsterne.
Der 6000 Lichtjahre entfernte offene Sternhaufen NGC 7789 wurde 1783 von Caroline Herschel entdeckt. Im Fernglas erscheint er als neblige Wolke. Im Teleskop wird eine Vielzahl von Sternen sichtbar. NGC 7789 ist einer der reichhaltigsten Sternenhaufen des Nordhimmels.

Das Sternbild Kassiopeia mit Sternhaufen
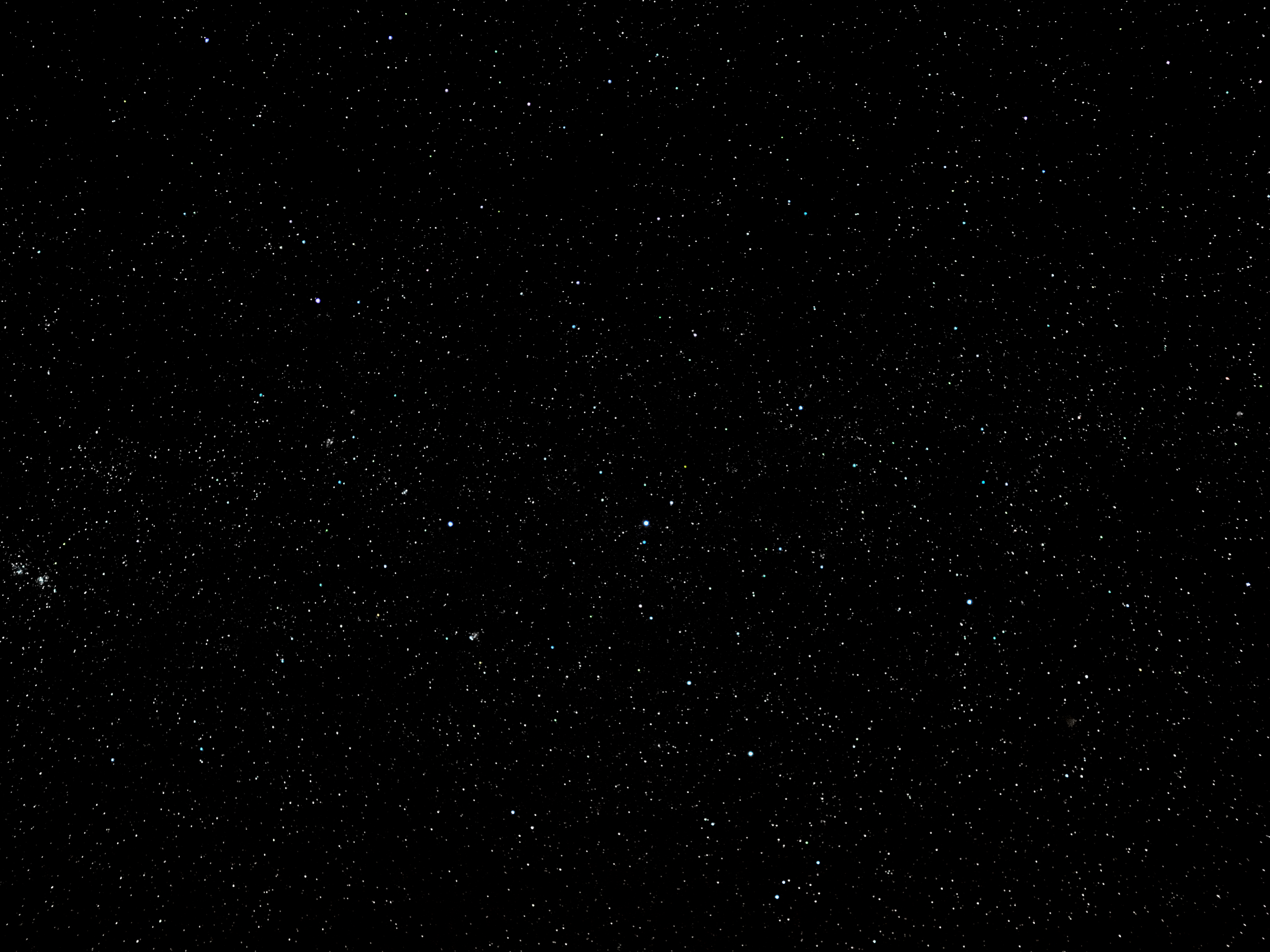
Astrophotographie von Kassiopeia
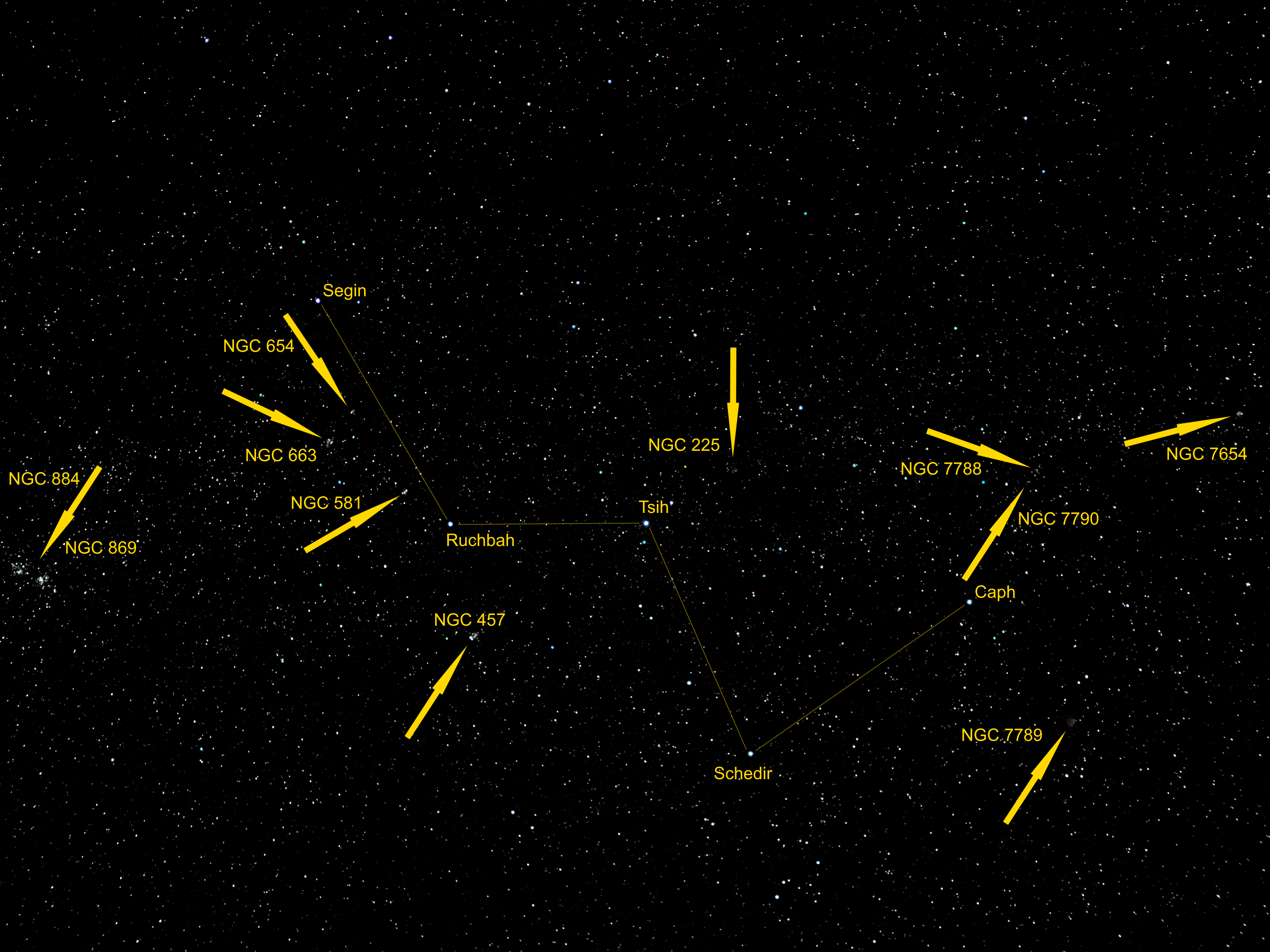
Kassiopeia mit der Lage der Doppelsternhaufen χ Persei (NGC 884) und h Persei (NGC 869) sowie der Sternhaufen NGC 654, NGC 663, NGC 581 (Messier 103), NGC 457, NGC 225, NGC 7788, NGC 7790, NGC 7789 und NGC 7654 (Messier 52)
- Kassiopeia als eingeblendete 4K-Animation mit allen Sternen bis zur zehnten Größenklasse am Ende